# Murilo Cavalcanti
Murilo Coelho Cavalcanti (Rio das Pedras, 7 de março de 1932 – Alagoinhas, 16 de julho de 2004) foi um advogado e político brasileiro.

## Biografia
Murilo Coelho Cavalcanti nasceu no dia 7 de março de 1932 na cidade de Rio das Pedras, antigo distrito de Piracicaba, em São Paulo. Filho de Ladislau de Azevedo Cavalcanti, médico, ex-prefeito de Esplanada e ex-deputado estadual, e de Maria Izabel Coelho Cavalcanti. O nascimento de Murilo nessa cidade paulista foi em virtude de seus pais se encontrarem "presos" nesta região por conta da eclosão da Revolução Constitucionalista de 1932, o que obrigou Ladislau a atuar como médico e a permanecer ao lado de sua esposa grávida até o nascimento dele.
Murilo Cavalcanti realizou primário e secundário, respectivamente, no Colégio São Bento e no Ginásio da Bahia (atual Colégio Estadual da Bahia). Em 1956, se formou em Direito na Universidade Federal da Bahia. Murilo foi eleito o orador da turma, mas não chegou a proferir seu discurso, por represália dos formandos ao procedimento de leitura prévia do discurso, solicitado pelo diretor da faculdade, Orlando Gomes, que era considerado de praxe, a fim de fazer uma censura prévia. Como resultado, diversas cópias do discurso foram distribuídas aos seus colegas e a outras pessoas presentes na cerimônia de graduação.
O seu despertar pela política estudantil ocorreu em um congresso da União Nacional dos Estudantes (UNE) onde conheceu sua esposa Yzolde Terezinha Foltz Cavalcanti que, embora não fosse estudante de Direito, se encontrava substituindo a irmã dela, proibida pelo noivo de estar nesse evento. Com Yzolde, teve três filhos: Marcus Benício, engenheiro mecânico e dirigente de diversos órgãos públicos, Maurício, o promotor público, e Marta, advogada.
Antes de se formar advogado, Murilo trabalhou como oficial de gabinete do governador Antônio Balbino, e em 1958, foi candidato a deputado estadual, sendo eleito pelo Partido Social Democrático para a 4ª legislatura (1959-1962) da Casa Legislativa baiana.
Formado, começou a exercer a profissão de advogado na região de Alagoinhas, atuando em causas penais, se especializou na defesa de casos ligados ao sindicato dos ferroviários. Isso o fez se aproximar ainda mais do PSD.
Murilo se candidatou pelo PSD na eleição de 7 de outubro de 1962, ao cargo de prefeito de Alagoinhas, superando Antônio Valverde Bastos, do Partido Social Progressista (PSP). Em meio ao seu primeiro mandato, eclodiu o Golpe Militar de 1964. Murilo foi afastado do cargo de prefeito para ser investigado pelos militares, em virtude das suas ligações com os ferroviários, ficando impedido, por três meses, de retornar à cidade de Alagoinhas. Mas logo foi libertado e retornou para concluir sua primeira gestão, tendo aderido ao movimento militarista.
Com a consolidação do Regime Militar e a criação do sistema bipartidário, Murilo fundou o Movimento Democrático Brasileiro de Alagoinhas com Carlos Navarro Filho, Judélio Carmo, Manso Pimentel, Clóvis Teles da Silva e Antônio Carneiro, ajudando este último a se eleger como seu sucessor na prefeitura.
Por conta de uma nova reforma política, o prefeito eleito no pleito de 15 de novembro de 1970 só teria o mandato de dois anos. Murilo se candidatou novamente, tendo recebido apoio do então governador Antonio Carlos Magalhães (ARENA), antigo colega de legislatura de seu pai Ladislau (falecido em 1967). Eleito para uma curta gestão de dois anos, Murilo se transferiu para o partido de ACM em agosto de 1971, como mais novo adepto do carlismo e ainda levou boa parte dos "emedebistas" alagoinhenses consigo, aumentando seu controle na Câmara Municipal. Mas Murilo não conseguiu fazer seu sucessor, José Libório, ser eleito ao fim do seu segundo mandato, viu seu ex-aliado Judélio Carmo se eleger, e ainda chegou a ser acusado, juntamente com seu irmão Flávio, de ser mandante do assassinato de Celso Magalhães Dantas, comerciante e vereador eleito pelo MDB, no que ficou conhecido à época como o "crime de Alagoinhas". Murilo e Flávio chegaram a ser presos, mas logo foram soltos por falta de provas pouco antes da posse do novo prefeito, Judélio Carmo, que viria a sofrer impeachment em 1975, e o caso caiu no esquecimento.
Murilo Cavalcanti se elegeu mais uma vez deputado estadual em 1974 pela ARENA, mesmo partido pelo qual foi reeleito para o mandato seguinte (1979-1983). Em 15 de novembro de 1982, seria mais uma vez reeleito, agora pelo PDS (1983-1987), partido sucessor da ARENA, com a instituição do pluripartidarismo ocorrida em 1979. Foi eleito presidente da Casa Legislativa baiana, no biênio 1981-1983, oportunidade em que assumiu, interinamente, por duas vezes, o governo do Estado da Bahia. Com isso, foi a primeira vez na história da Bahia, em que pai e filho foram presidentes do Parlamento Estadual. Em 1983 tornou-se líder da bancada do PDS e da Maioria.
No dia 19 de setembro desse mesmo ano, entregou carta de renúncia ao governador João Durval, motivado pelo desprestigio junto a este governador, que nomeara um funcionário da base da oposição na região de Itororó, reduto político de Murilo, mesmo após pressões de outros colegas parlamentares, incluindo o aliado Luís Eduardo Magalhães. Embora Murilo tenha saído da reunião com o governador com a certeza de que haveria a exoneração de parte das nomeações, no dia seguinte, ele subiu na tribuna da Assembleia e anunciou a sua renúncia da liderança do governo.
Tempos depois, em 1992, foi eleito para um terceiro mandato na prefeitura de Alagoinhas pelo Partido da Frente Liberal (PFL), sucessor do PDS e do ARENA, ficando até 1996. Tentou um quarto mandato em 2000, mas foi derrotado por Joseildo Ramos, do Partido dos Trabalhadores (PT).
Recebeu as condecorações: Prêmio Imprensa (1981), Destaque Parlamentar; Grande Oficial da Ordem do Mérito da Bahia; Visconde de Itaparica; e a Ordem do Mérito Legionário da Assembleia Legislativa de Minas Gerais.
Murilo Cavalcanti faleceu em 16 de julho de 2004, em Alagoinhas. Recebeu diversas homenagens na cidade baiana, nomeando uma rua no bairro Barreiro, uma avenida na vila Kennedy, o prédio da Câmara de Vereadores, uma escola e também o trecho da BA-400, uma rodovia estadual.